# Ruteni

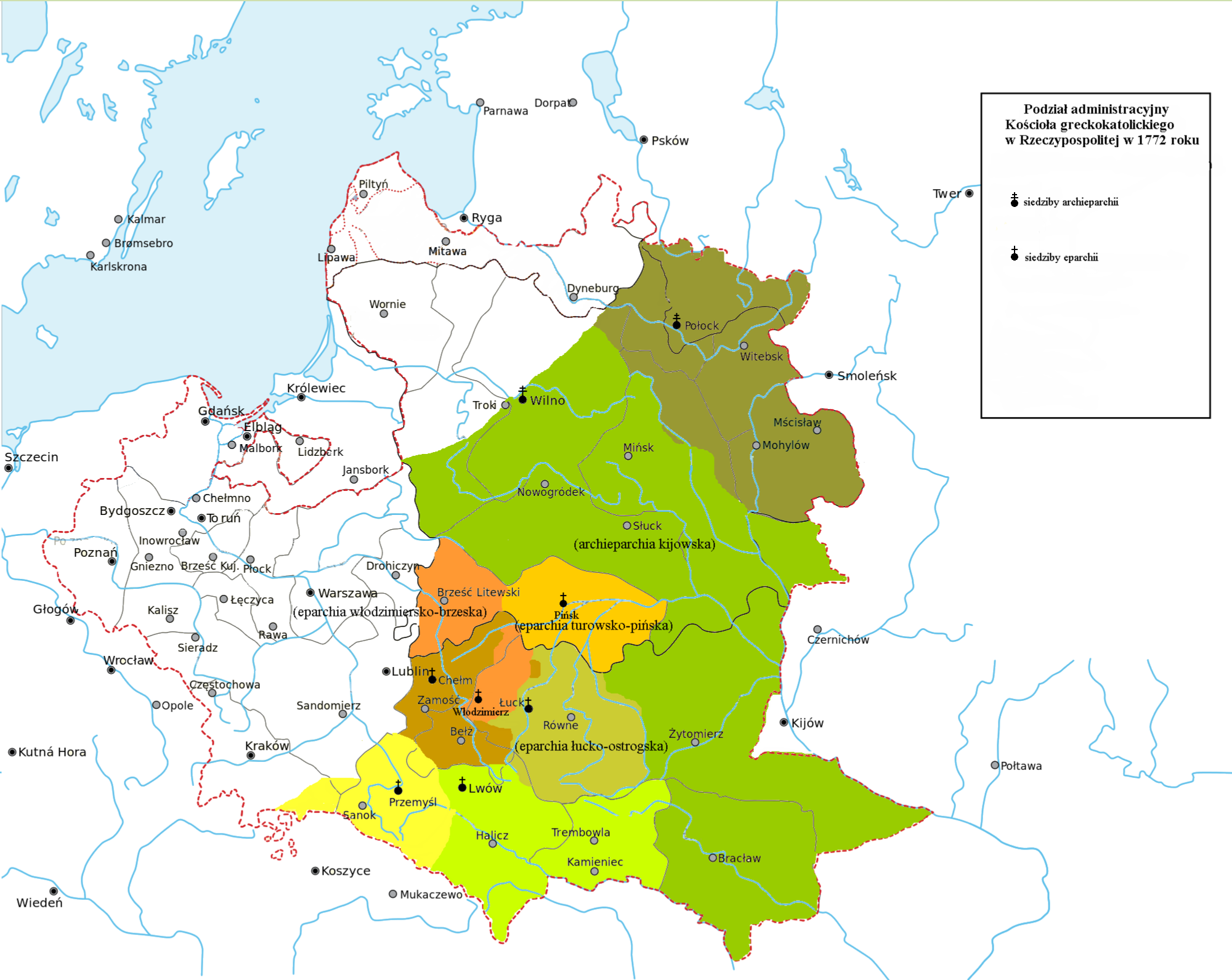
Divisioni diocesane della Chiesa cattolica rutena nello stato polacco-lituano nel 1772

Per ruteni si intendono quei popoli slavi orientali vissuti a cavallo tra il Medioevo e l'età moderna discendenti della Rus' di Kiev e abitanti nei territori delle attuali Ucraina e Bielorussia, risultando quindi tra gli antenati dei moderni popoli bielorussi, russini e ucraini. Il termine è un esonimo di origine latina, usato nelle fonti medievali per indicare gli slavi orientali residenti nel Granducato di Lituania. L'uso di questa denominazione è proseguito fino all'epoca moderna, sviluppando col tempo numerosi significati distinti, sia in termini geografici sia religiosi (come l'affiliazione alla Chiesa cattolica rutena).

## Storia

### Denominazione geografica
Nel Medioevo, il termine fu inizialmente utilizzato, a partire dall'XI secolo, come designazione esonimica per la popolazione della Rus' di Kiev e successivamente del Granducato di Lituania e più in generale come termine ombrello per indicare in generale gli slavi orientali. Nell'epoca moderna, con il consolidamento della Confederazione polacco-lituana, il termine venne ad essere applicato per gli abitanti della Confederazione di origine slava orientale. Infine nella monarchia austro-ungarica lo stesso termine (in tedesco Ruthenen) è stato impiegato, fino al 1918, come designazione esonimica ufficiale per l'intera popolazione slava orientale entro i confini della monarchia.

### Denominazione religiosa
Dal punto di vista religioso, nei possedimenti polacco-lituani tutti gli slavi cattolici di rito bizantino, che si erano uniti alla Chiesa cattolica nel 1596, furono designati come ruteni. Il loro rito liturgico era chiamato rito ruteno e la loro chiesa era chiamata Chiesa cattolica rutena. In epoca moderna è rappresentata dalla Chiesa greco-cattolica ucraina e Chiesa greco-cattolica bielorussa. Nei possedimenti asburgici anche i cattolici slavi di rito bizantino nelle regioni nordorientali del Regno d'Ungheria furono designati come ruteni. Dall'Unione di Užhorod del 1646, fu creata l'eparchia di Mukačevo, designata anche dal suo rito ruteno. Nel tempo furono create anche altre diocesi. In seguito, furono riorganizzati nella moderna Chiesa greco-cattolica rutena, la moderna Chiesa greco-cattolica slovacca e la moderna Chiesa greco-cattolica ungherese.
Gli slavi ortodossi di quelle regioni erano designati dai cattolici come ruteni non uniti.

## Ruteni carpatici
La locuzione specifica ruteni carpatici (carpato-ruteni) designa gli abitanti della Rutenia subcarpatica (in generale), ma a volte è anche usato come esonimo (antiquato) per i Russini moderni. Questi ultimi parlano il russino, un idioma appartenente al ceppo delle lingue slave orientali. Nella zona di origine i russini sono stati in gran parte assimilati alle nazioni di cui fanno parte. Molti russini emigrati negli Stati Uniti e in Canada, di cui il più famoso è l'artista Andy Warhol, mantengono invece le proprie tradizioni.
La parola è una contaminazione latineggiante di rusyn, che indicava gli abitanti della Rus' di Kiev. Si tratta di popolazioni slave che vivevano nelle foreste dell'Ucraina settentrionale almeno dal VI secolo e non di "piccola Russia", ovvero i russi di frontiera; perciò, soprattutto tra i secoli XVI e XVIII indicò per estensione tutti coloro che oggigiorno vengono identificati etnicamente come ucraini.